# Hudební muzeum

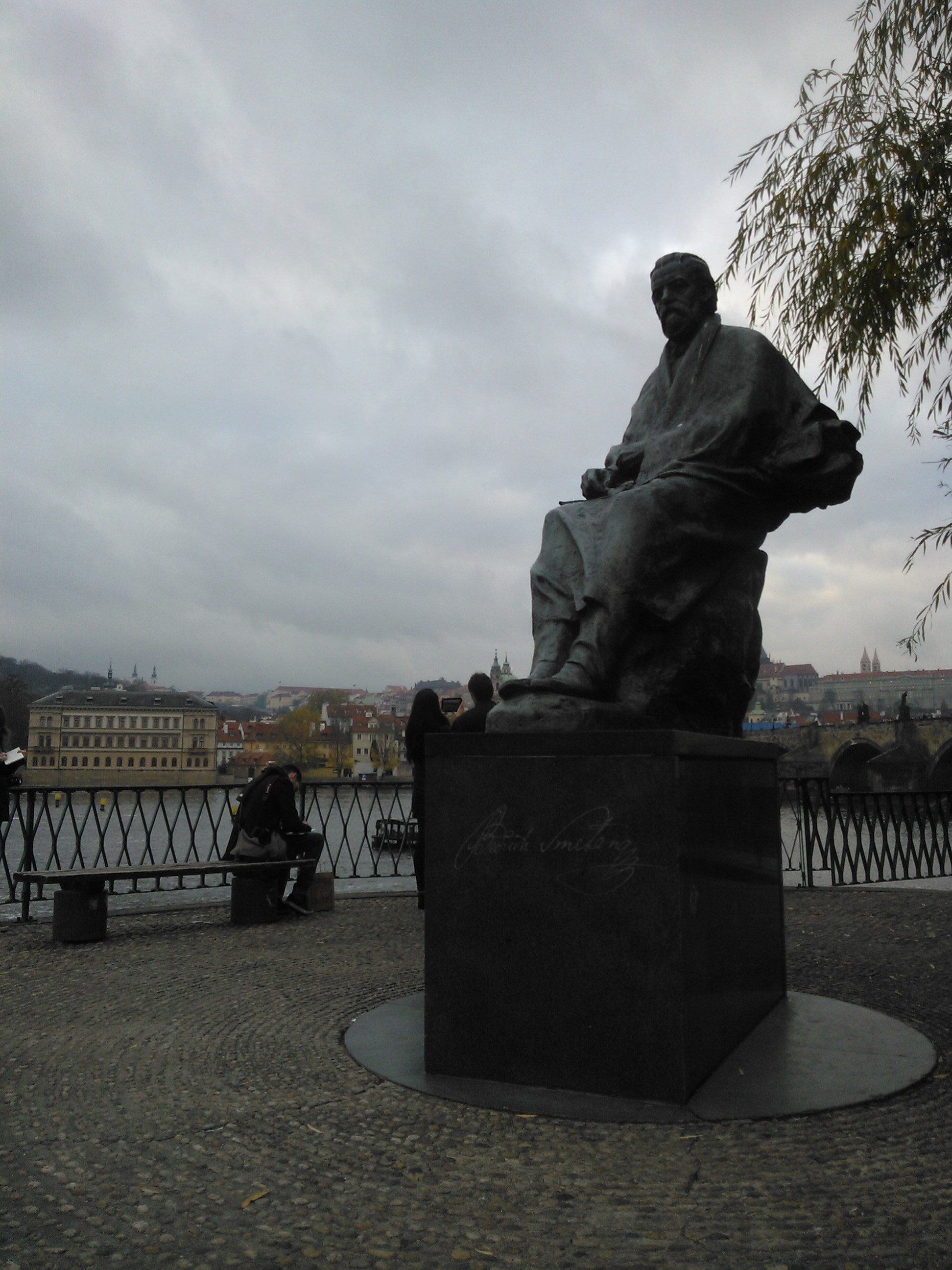
Pomník Prof. Josefa Malejovského: Bedřich Smetana, Novotného lávka, České muzeum hudby

Hudební muzeum je pojmenování instituce muzejního typu, která se společně s hudební vědou zaměřují na specializované sbírky obsahující rozmanité materiálové soubory se vztahem k hudbě.
Největším českým hudebním muzeem je České muzeum hudby.

## Historie
Sbírkotvorné snahy v oblasti hudby jsou nesrovnatelně mladší než sběratelství jako takové.
Souvisí to s postavením hudby v kontextu ostatních druhů umění. Hudební dílo raného středověku bylo chápáno jako pověřené vyjádření kolektivního cítění. Hudba každé generace byla brána jako progresivní, pokroková oproti předchozí. Starší hudební záznamy se netěšily zájmu soudobých sběratelů.
Hudba byla, jak svědčí pojmenování „ars musica“, chápána jako um, dovednost, nauka a jako taková byla ve středověku v evropském kontextu i praktikována. Nejčastěji v katedrálách (v prostředí náboženských obcí docházelo ke stálé odborné debatě o hudbě – jako jediná ze všech uměleckých oborů byla, jako součást quadrivia, až do 16. století předmětem studia na univerzitách) a v prostředí šlechtických dvorů, kam vstupuje s příchodem minnesängerů. K tzv. „krásným uměním“ se hudba řadí až od sklonku renesance.
Pozdější kumulace muzikantů na zámeckých dvorech vedla k zakládání kapel, zprvu tvořených poddanými a v menší míře také svobodnými placenými hudebníky. Pro aktivní produkci se vždy pořizovaly nástroje, nebo jejich soubory o které bylo pečováno, byly doplňovány a později často vedeny v evidenci různých charakterů, pro různé účely. Taková kolekce soustavně podrobovaná ochraně, akvizičnímu doplňování, určité systematizaci a evidenci, je vlastně po vyřazení z aktivního provozu připravená stát se ucelenou sbírkou, čekající jen na potenciálního zájemce a ten se v renesanci objevuje. V této době jsou nástroje v kolekcích, nebo jako samostatně vyhledané exempláře zařazovány do kunstkammerů nebo wunderkammerů.
Dalším nezanedbatelným mezníkem hudebního sběratelství a hudby jako takové je vznik a rozvoj notačního systému. Ten umožnil zaznamenávání hudebních dokumentů jak v církevním, tak světském prostředí. Zápisy instrumentálních kompozic a další listiny byly pořizovány opět většinou pro praktickou produkci a zejména od renesance uchovávány pro větší možnost výběru z repertoáru. Nejstarší hudebniny u nás tedy hledejme ve velkých klášterních či aristokratických knihovnách.

## Příklady významných sbírek na našem území

### Rožmberská sbírka
Na rožmberském dvoře se pěstovala hudba už od 15. století. V roce 1552 tady vzniklo i hudební těleso působící v Českém Krumlově a Třeboni. Velmi významnou v evropském měřítku byla rožmberská knihovna. Za dob Viléma a Petra Voka čítala na 11 000 svazků. Místo knihovníka a archiváře zastával Václav Březan, díky němuž máme kromě rejstříku listin archivu i přehledný rukopisný seznam knih. V tomto katalogu najdeme tisíce svazků systematicky uspořádaných podle oboru. Součástí je i katalog hudebnin a hudebních nástrojů v počtu 175 položek.

### Lobkovická sbírka
Velkou sbírku hudebnin vlastní Lobkovicové, její počátky sahají až do přelomu 16. a 17. století. Ferdinand August, třetí kníže z Lobkovic založil hudební archiv. Tato sbírka dnes, po více než tří seti letech, čítá na 5000 archiválií a nástrojů. I dnes je sbírka stále v majetku Lobkoviců, nalézá se na zámku Nelahozeves.

### Olomouc a Kroměříž
Olomouc, biskupské (po roce 1777 arcibiskupské) město a historické centrum Moravy, v určité době disponovala významnou sbírkou hudebních nástrojů a hudebnin. V tomto ohledu je důležitá kapela olomouckých biskupů. Její tradice sahá až do poloviny 14. století, kdy biskup Jan ze Středy zaměstnával 2 instrumentalisty. Velkým zájmem o hudbu proslul také biskup Stanislav Pavlovský, nejvýznamnějším však byl Karel II. z Lichtenštejna-Kastelkornu. Tento biskup kapelu podporoval spíše než z osobního zájmu jako nepostradatelnou složku representace. Jeho biskupská kapela, která působila v letech 1664 – 1695. v Kroměříži, byla větší než císařská ve Vídni a zahrnovala nejvýznamnější české hudebníky, vč. kapelníka Pavla Josefa Vejvanovského, který měl také v majetku obsáhlou knihovnu.

## Rozdělení hudebních muzeí
- Muzea nástrojových kolekcí (Muzeum houslí v Mittenwaldu, soukromé Muzeum harmonik v Litovli Archivováno 5. 6. 2014 na Wayback Machine.,Muzeum Petrof v Hradci Králové)
- Monografická muzea hudebních skladatelů (Mozarts Geburtshaus, Muzeum Bohuslava Martinů v Poličce)
- Prezentace lokálních hudebních zvláštností, žánrů, témat, tradic.

Nejčastěji se vyskytuje kombinace výše zmíněných. Expozice jsou často součástí větších obecněji zaměřených muzeí.